# Sloveni
Gli sloveni (in sloveno Slovenci, f. pl. Slovenke, m. sing. Slovenec, f. sing. Slovenka) sono un gruppo etnico appartenente ai popoli slavi meridionali, o slavi del sud discendenti delle tribù del ceppo slavo. Sono l'etnia dominante della Slovenia.
La lingua parlata dagli sloveni è lo sloveno, lingua appartenente alla famiglia delle lingue slave meridionali.
Gli sloveni sono stanziati principalmente in Slovenia, dove rappresentano la parte preponderante della popolazione, e in alcune zone dei paesi limitrofi (Italia, Austria, Ungheria e Croazia), dove vengono riconosciuti come minoranza etnica nazionale, tranne in Italia, dove vengono riconosciuti solo come minoranza linguistica.
Una parte degli sloveni durante il dominio dell'Impero austriaco è stata germanizzata: tanti di loro al giorno d'oggi non parlano più lo sloveno bensì il tedesco.
La religione maggiormente diffusa fra gli sloveni è la religione cattolica.
L'identità slovena si è mantenuta viva durante tutto il periodo in cui la Slovenia era parte integrante della Iugoslavia. Con il preannunciarsi della disgregazione dello stato iugoslavo si è avuto un incremento e una rinascita del sentimento nazionale sloveno portando alla ricerca di una nuova simbologia che rappresentasse il sentire nazionale.